# Ottawa Rowing Club
 (juin 2014).
Si vous disposez d'ouvrages ou d'articles de référence ou si vous connaissez des sites web de qualité traitant du thème abordé ici, merci de compléter l'article en donnant les références utiles à sa vérifiabilité et en les liant à la section « Notes et références ».

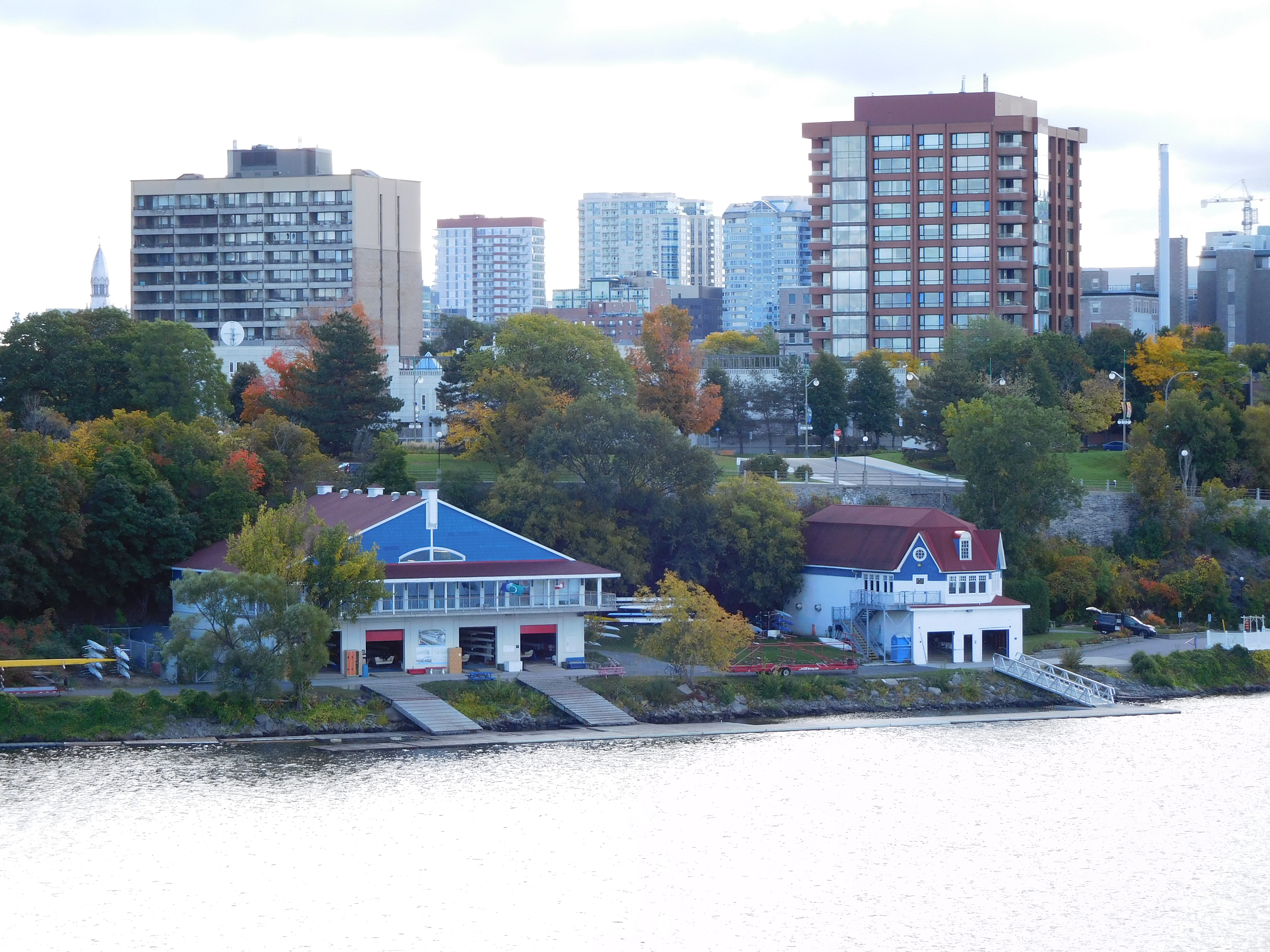
Hangar principal et l'original reconstruit en 2000
Vue du pont Macdonald-Cartier

Le Club d’aviron d’Ottawa (Ottawa Rowing Club) est un club d’aviron basé à Ottawa. Il est localisé sur la rive sud de la rivière des Outaouais au 10 Lady Grey avenue. Le club est enregistré auprès d’Aviron Canada et de Row Ontario.

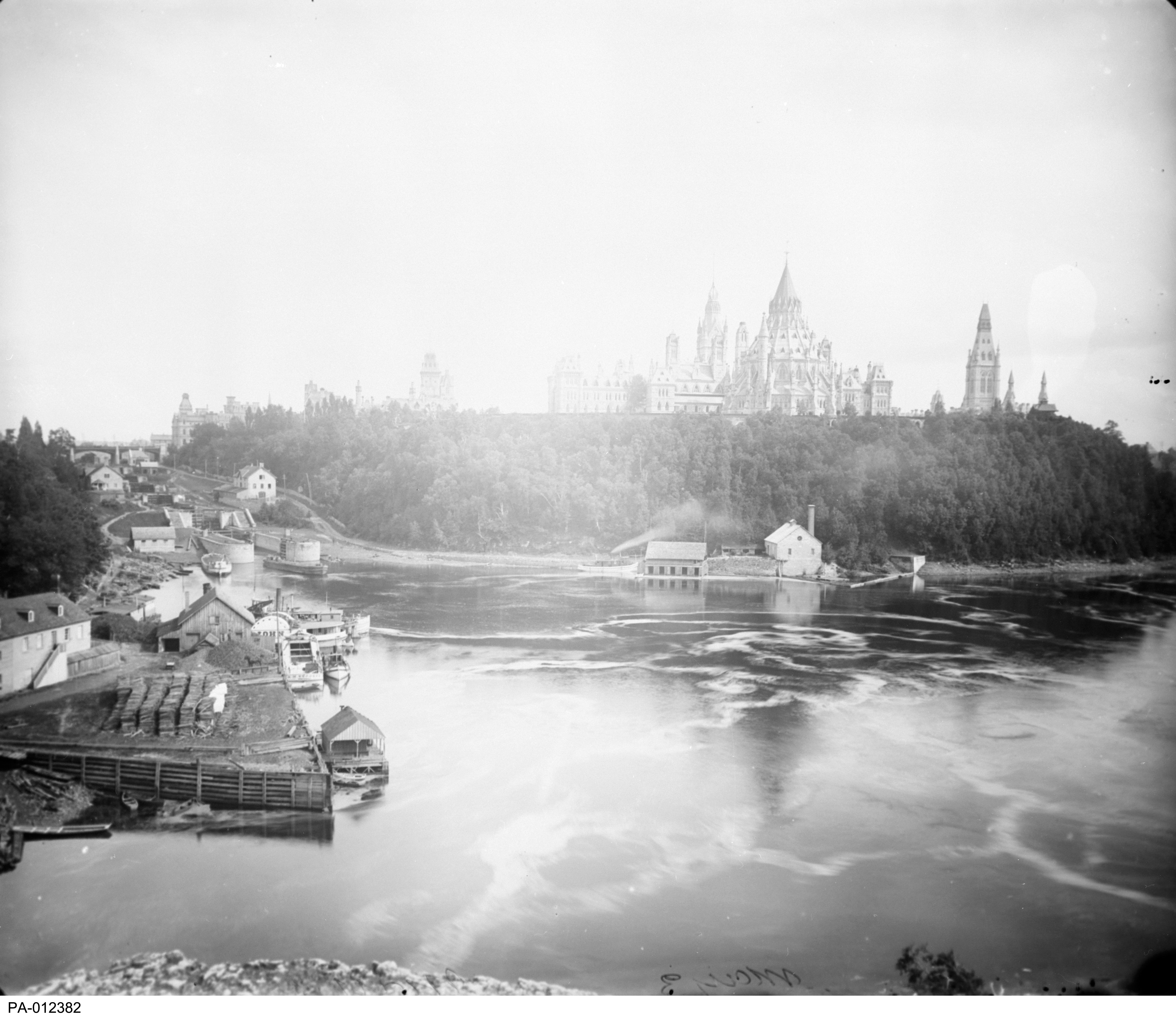
Emplacement approximatif du club d'aviron d'Ottawa de 1867 à 1896. Photographie de l'arrière de la colline parlementaire par William James Topley montrant les écluses du canal, 1880.

## Histoire

### Au pied de la colline parlementaire (1867-1896)
Le Club d'aviron d'Ottawa a été fondé le 6 juin 1867, la même année que la Confédération canadienne. L'un de ses fondateurs et premier patron était Sir John A. Macdonald. Les autres membres du premier comité exécutif comprenaient Robert Lyon, maire d'Ottawa, et Allan Gilmour, homme d'affaires dans les industries de l'expédition et du bois.
Le bâtiment d'origine du club était en bois, construit sur des pontons, et amarré au rivage de la rivière des Outaouais au pied de la colline du Parlement, entre le canal de Rideau et les chutes de la Chaudière (les chutes d'Akikodjiwan sous leur nom Algonquin). Alors que la vue du club sur les chutes de la Chaudière était pittoresque, les conditions d'aviron étaient difficiles : sur la rivière, de vastes étendues de sciure de bois et d'autres déchets d'un immense moulin à bois situé à proximité des chutes et des billlots s'échappant des berges. Chaque printemps, avec la fonte des glaces, le club dérivait et s'échouait sur les berges. Chaque année, il était relocalisé près du canal Rideau.
Au début des années 1870, l'ORC a cessé d'exister avant d'être réintroduite le 25 juin 1875 avec environ 100 membres.
En 1884 et 1885, le bâtiment du club a subi des dégâts importants lorsqu'elle a coulé. Les membres du Club d'aviron d'Ottawa, dirigé par P. D. Ross, ont discuté de la construction d'une base permanente pour le club en 1887.

### À l'adresse Lady Grey Drive (1896 à aujourd'hui)

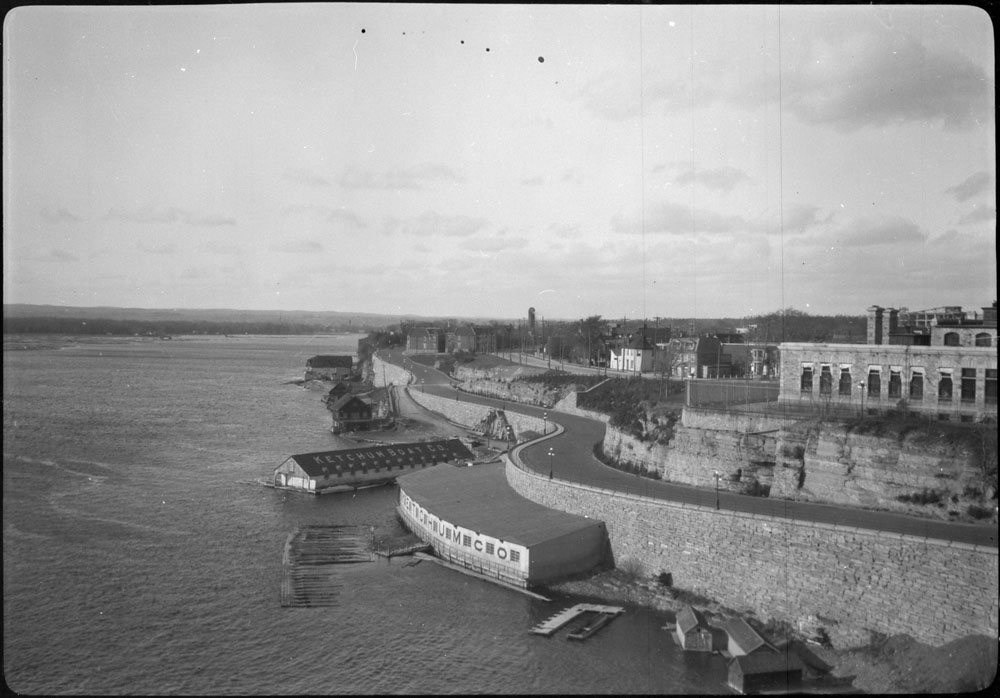
Vue vers le nord de la rivière des Outaouais depuis la pointe Nepean en 1918 avec la fabrique de bateau Ketchum au premier plan et le Club d'aviron d'Ottawa en arrière-plan.

Au printemps 1896, les membres du Club ont décidé d'acheter une propriété sur la berge de la rivière à l'adresse 10 Lady Gray Drive et d'y installer à cet endroit, et jusqu'à ce jour, le bâtiment du club. Le club se trouve juste à l'ouest de la maison Earnscliffe de Sir John A. Macdonald qui est maintenant la résidence du Haut-Commissaire britannique au Canada.
Pendant six années consécutives, de 1905 à 1911, les membres du club étaient champions nord-américains. Les deux guerres mondiales ont été des années difficiles pour le club, dont quatorze membres du Club ont perdu leur vie en servant pendant la Première Guerre mondiale, et une détérioration significative du bâtiment.
Au cours des années de dépression économique, P.D. Ross, ancien rédacteur en chef du défunt Ottawa Journal, était président du Club. Au détriment de ses journalistes en leur payant de petits salaires, il a dépensé des sommes importantes en équipement et en entretien pour le club d'aviron.
En 1949, le Club d'aviron d'Ottawa a accepté de contribuer au développement du programme d'aviron de l'Université d'Ottawa en proposant du matériel et des entraîneurs. Cependant, les années 1950 et 1960 ont été une période de déclin pour le Club d'aviron d'Ottawa. Après avoir saisi le Club en raison de contraintes financières, la Ville d'Ottawa a accepté de restaurer en 1967 la partie de l'ancien bâtiment qui existe aujourd'hui, mais a décidé de démolir l'autre moitié du bâtiment en raison de son mauvais état (la partie détruite du bâtiment entreposait des bateaux et comprenait une salle de bal). En 1967, il n'y avait que neuf membres du Club et la fermeture définitive du club était en cours de discussion.
Les bénévoles, comme Peter King, ont appuyé le développement de l'aviron à Ottawa dans les années 1970. Le boom d'aviron a entraîné la création de deux nouveaux clubs (qui n'existent plus): le Club d'aviron de Nepean et l'école d'Ottawa Carleton.
Avec près de 1000 membres, le Club d'aviron d'Ottawa est l'un des plus grands clubs au Canada.

### Aviron universitaire
En 1949, le Club d'aviron d'Ottawa a accepté de contribuer au développement du programme d'aviron à l'Université d'Ottawa en offrant de l'équipement et des entraîneurs. En 1988, le programme d'aviron de l'Université Carleton, nommé l'Ecole d'aviron d'Ottawa Carleton ne faisait pas partie du Club d'aviron d'Ottawa; leurs bateaux étaient mis à l'eau à partir d'un terrain situé juste à l'est du club. L'Université d'Ottawa et l'Université Carleton se sont joints au Club d'aviron d'Ottawa en 1991 après la fermeture de l'école d'aviron d'Ottawa Carleton.

### Aviron féminin
Les premières courses féminines ont été introduites aux Championnats d'Europe d'aviron de 1951 en tant qu'épreuves tests. Après trois tests réussis, ceux-ci sont devenus des championnats officiels accrédités par la Fédération internationale d'aviron (FISA) aux Championnats d'Europe d'aviron en 1954. Au Canada, les femmes ont commencé à s'inscrire dans des clubs d'aviron vers 1970. La première compétition féminine à la Royal Canadian Henley Regatta a eu lieu en 1972.
La première femme à se joindre au Club d'aviron d'Ottawa s'est inscrite en 1971 ou 1972. La première femme née à Ottawa à réussir au niveau international a été Beverley Cameron, qui a concouru aux Jeux Olympiques de 1976 et au Championnat mondial de 1977. Ce n'est qu'en 1976 que les femmes ont été autorisées à participer (sur une distance de 1000 mètres) aux épreuves d'aviron des Jeux olympiques - bien après leurs collègues athlètes dans des sports similaires tels que la natation, l'athlétisme, le cyclisme et le canoë. Cette participation a accru la croissance de l'aviron féminin parce qu'il a incité les fédérations nationales d'aviron à soutenir les épreuves féminines. En tant que membre du premier contingent de femmes concourant en aviron olympique, Beverley Cameron a été incluse dans la promotion du Temple de la renommée de l'aviron canadien en 2019.
Aujourd'hui, les femmes sont plus nombreuses que les hommes en tant que membres du Club d'aviron d'Ottawa.

## Installations
Les rameurs du club d’aviron d’Ottawa rament sur la rivière des Outaouais. Les bateaux sont mis à l’eau sur la rive sud, la proue pointant à l’ouest en amont et effectue des boucles du pont Alexandra à l’aéroport Rockcliff. Les rameurs rament en aval du côté du Québec puis en amont du côté de l’Ontario pour une boucle totalisant approximativement 12 km. 

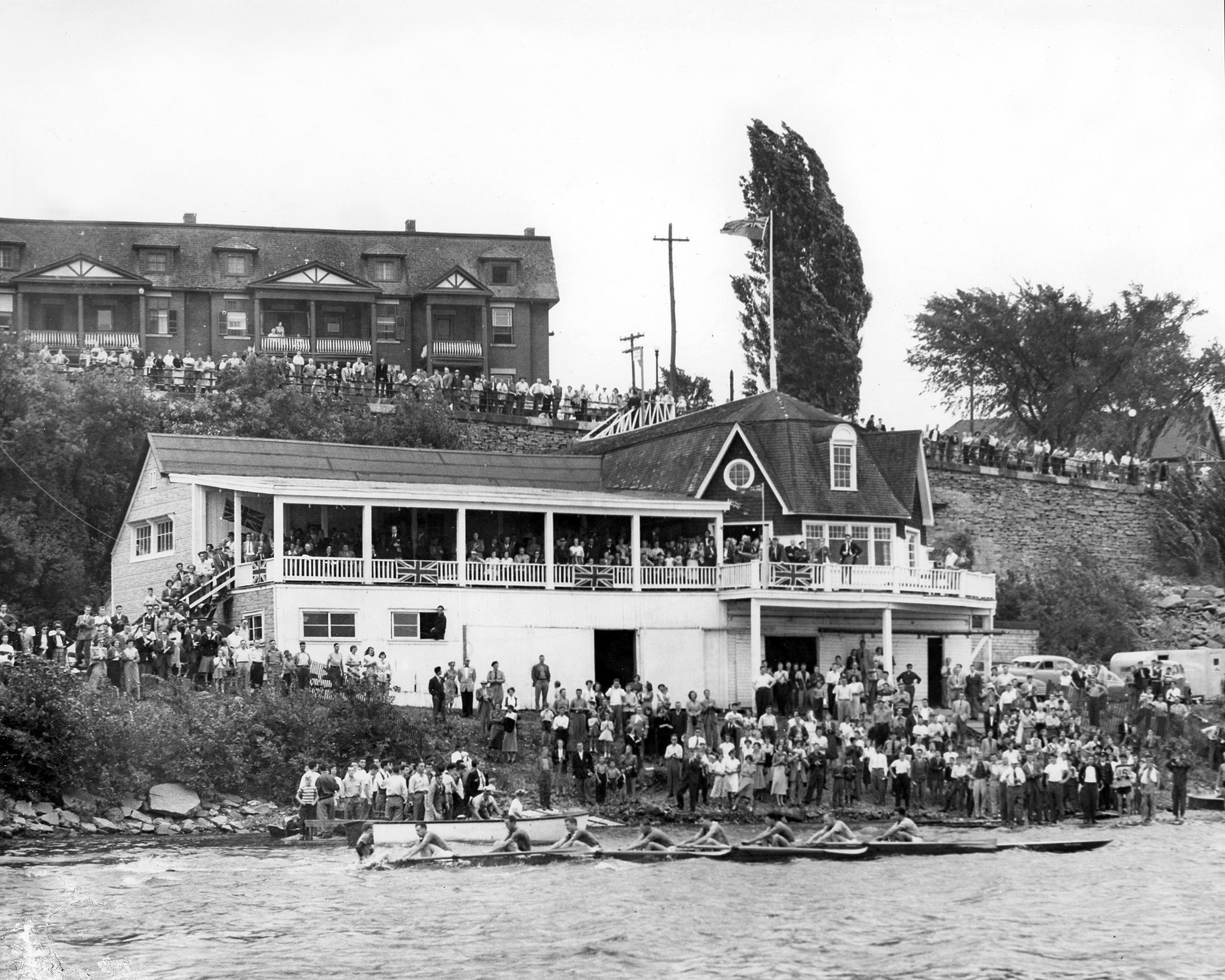
La finale de la régate P.D. Ross de 1951 devant le club d'aviron d'Ottawa. La partie gauche du hangar et les appartements situés au-dessus de la falaise n'existent plus.

Les installations du Club d’Aviron d’Ottawa comprennent deux hangars à bateau. Le Hangar principal consiste en un bâtiment de deux étages avec quatre aires d’entreposage des bateaux et des rames au rez-de-chaussée. Les bureaux administratifs, les vestiaires puis la salle de conditionnement avec rameurs se trouvent au deuxième étage. Le deuxième hangar est l’original datant de 1867. Il fut reconstruit en 2000 pour accommoder les membres possédant leur propre bateau au premier étage puis au second étage un centre d’interprétation historique faisant aussi usage de salle de banquet pour des mariages ou des occasions de toute sorte.

## Membres notables
En plus de gagner quatre fois la Coupe Stanley avec le Hockey Club d'Ottawa et être membre du Temple de la renommée du hockey, Harvey Pulford était membre du de l'équipage en huit du Club d'aviron d'Ottawa de 1910 qui a battu chacun de ses adversaires, gagnant les championnats canadien et nord-américain. Pulford était président du club d'aviron d'Ottawa jusqu'à sa démission en 1936.

### L'équipe de 1910

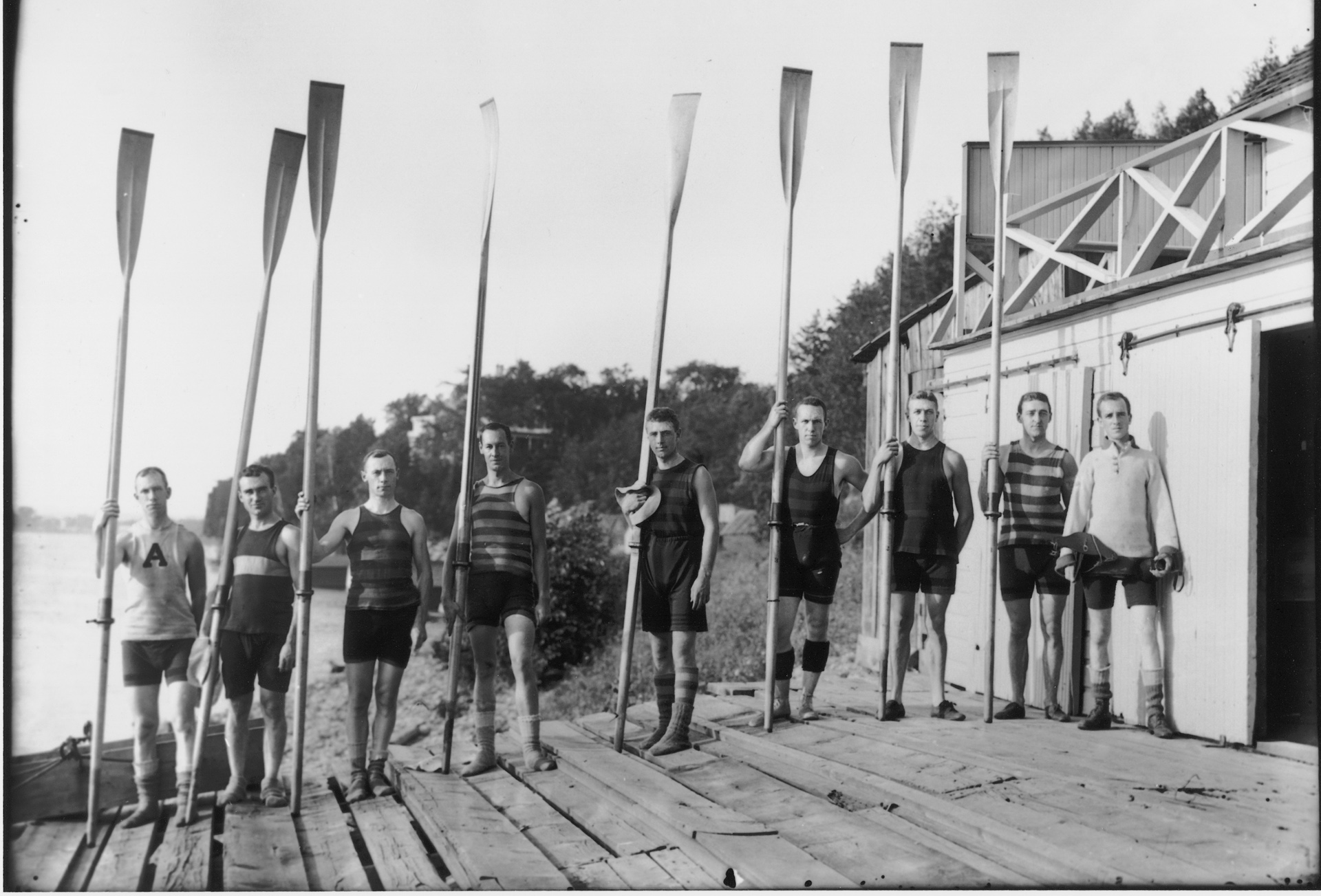
Équipage du Club d'aviron d'Ottawa de 1910

En 1908, deux équipages à quatre hommes ont remporté de nombreux championnats canadiens et américains. Ces deux équipages ont été jumelés dans un huit en 1910. leur bateau, le «Bagnall», a été baptisé au nom de la personne qui a fourni les fonds pour acheter le bateau. L'équipage en huit a remporté la régate Royal Canadian Henley de 1910 et est le premier titulaire du trophée commémoratif Ned Hanlon. Dans les 24 heures qui ont suivi la victoire, les citoyens d'Ottawa ont recueilli des fonds pour amener l'équipage au National Association Regatta à Washington, DC, où l'équipage d'Ottawa a de nouveau gagné. L'équipage de huit, mais aussi un équipage de quatre hommes, a ensuite participé à la Coupe Grand Challenge de la Royal Regatta de Henley où ils ont terminé deuxième derrière le Magdalen College of Oxford. L'entraîneur de l'équipage de 1910 était Jan A. Dix Eyck qui a capturé dix championnats nationaux américains en tant qu'entraîneur de l'Université de Syracuse.
L'équipage était composé des personnes suivantes représentées de gauche à droite sur l'image adjacente: Harvey Pulford (position en 8), Eddie Philips (7), Bill Harrison (6), Bob Greene (5), Jim McCuaig (4), Marty Kilt (3), Thayer Jolliffe (2), Felix Sowden (1) et Chester Payne (barreur).

### Les Olympiens de 1948
Après la Seconde Guerre mondiale, le Club s'est regroupé et a produit des résultats impressionnants avec un équipage deux en couple composé de Ted Graves et Gabriel Beaudry qui a remporté le championnat nord-américain de 1948 et a représenté le Canada aux Jeux olympiques de Londres cette même année.
Gabriel Beaudry a entrepris de nombreuses activités sportives car il n'était pas seulement un champion d'aviron nord-américain et européen, mais a excellé dans le football universitaire, ce qui l'a aidé à payer ses études à l'Université d'Ottawa. C'est à l'âge de 40 ans qu'il a commencé à faire du ski, après un voyage à Whistler, en Colombie-Britannique, des années avant qu'il ne devienne un lieu de ski populaire. Il est devenu directeur de l'Association canadienne de ski, qui devint plus tard Alpine Canada.
Quant à Ted Graves, sa participation olympique est venue après avoir servi sous les Forces aériennes royales du Canada pendant la Seconde guerre mondiale (415e Escadron Bomber Command et après avoir été fait prisonnier de guerre.

### Participation aux événements internationaux
Les rameurs suivants sont nés à Ottawa ou ont ramé avec le Club d'aviron d'Ottawa, et ont participé aux jeux olympiques :
| Nom               | Année olympique | Lieu de compétition | Catégorie                                                   |
| ----------------- | --------------- | ------------------- | ----------------------------------------------------------- |
| Athol Meech       | 1928            | Amsterdam           | 8+ (médaille de bronze)                                     |
| Gabriel Beaudry   | 1948            | London              | 2x                                                          |
| Fred Graves       | 1948            | London              | 2x                                                          |
| James Walker      | 1972            | Munich              | 4+                                                          |
| Mike Neary        | 1972            | Munich              | 2+                                                          |
| Mike Neary        | 1976            | Montréal            | 2-                                                          |
| Beverley Cameron  | 1976            | Montréal            | 2x                                                          |
| Vicki Harber      | 1984            | Los Angeles         | 4x+                                                         |
| Jeff Lay          | 1996            | Atlanta             | 4- poids léger (médaille d'argent)                          |
| Anna Van Der Kamp | 1996            | Atlanta             | 2-, 8+ (médaille d'argent)                                  |
| Alison Korn       | 1996            | Atlanta             | 8+ (médaille d'argent)                                      |
| Alison Korn       | 2000            | Sydney              | 8+ (médaille de bronze)                                     |
| Morgan Jarvis     | 2012            | London              | 2x poids léger                                              |
| David Blair       | 2012            | London              | 4+ jambes, tronc, bras; équipage mixte                      |
| Cristy Nurse      | 2016            | Rio de Janeiro      | 8+                                                          |
| Andrew Todd       | 2016            | Rio de Janeiro      | 4+ jambes, tronc, bras; équipage mixte (médaille de bronze) |

Les rameurs suivants sont nés à Ottawa ou ont ramé avec le Club d'aviron d'Ottawa, et ont participé à des championnats mondiaux d'aviron :
| Nom                  | Année du championnat | Lieu de compétition | Catégorie                                                   |
| -------------------- | -------------------- | ------------------- | ----------------------------------------------------------- |
| Bev Cameron          | 1977                 | Amsterdam           | 2x (4e place)                                               |
| Jim Smith            | 1979                 | Bled                | LM4-                                                        |
| Daniel Charlton      | 1979                 | Bled                | LM4-                                                        |
| Kevin Burt           | 2003                 | Milan               | 2+                                                          |
| Paul Amesbury        | 2004                 | Poznań              | BLM4- (médaille de bronze)                                  |
| Paul Amesbury        | 2008                 | Linz                | 8+ poids léger                                              |
| Sarah Black          | 2014                 | Amsterdam           | 4-                                                          |
| Katharine Goodfellow | 2014                 | Amsterdam           | 4x                                                          |
| Cristy Nurse         | 2014                 | Amsterdam           | 8+ (médaille d'argent)                                      |
| Katharine Goodfellow | 2015                 | Aiguebelette        | 2x                                                          |
| Cristy Nurse         | 2015                 | Aiguebelette        | 8+ (médaille de bronze)                                     |
| Cristy Nurse         | 2015                 | Aiguebelette        | 2-                                                          |
| Andrew Todd          | 2015                 | Aiguebelette        | 4+ jambes, tronc, bras; équipage mixte (médaille de bronze) |
| Andrew Todd          | 2016                 | Poznań              | 4+ jambes, tronc, bras; équipage mixte (médaille d'or)      |
| Sarah Black          | 2016                 | Rotterdam           | 4-                                                          |
| Jenna Pelham         | 2016                 | Rotterdam           | 4x poids léger                                              |
| Joshua King          | 2016                 | Rotterdam           | 4x poids léger                                              |
| Andrew Todd          | 2018                 | Plovdiv             | 4+ jambes, tronc, bras; équipage mixte                      |
| Andrew Todd          | 2018                 | Plovdiv             | 2- jambes, tronc, bras; équipage mixte (médaille d'or)      |
| Andrew Todd          | 2019                 | Linz                | 2- jambes, tronc, bras; équipage mixte (médaille d'or)      |

Participation aux Championnats mondiaux universitaires d'aviron :
| Nom             | Année du championnat | Lieu de compétition | Catégorie      |
| --------------- | -------------------- | ------------------- | -------------- |
| Paul Amesbury   | 2006                 | Trakai              | 4- poids léger |
| Liliane Pagé    | 2014                 | Gravelines          | 2x poids léger |
| Jenna Pelham    | 2014                 | Gravelines          | 2x poids léger |
| Marika Kay      | 2014                 | Gravelines          | 4+             |
| Matt Christie   | 2015                 | Cheungju            |                |
| Matt Fournier   | 2015                 | Cheungju            |                |
| Joshua King     | 2015                 | Cheungju            | 4- poids léger |
| Alanna Forgarty | 2016                 | Poznań              | 2x poids léger |
| Zak Lewis       | 2016                 | Poznań              | 4-             |

Participation aux championnats mondiaux U23 :
| Nom              | Année du championnat | Lieu de compétition | Catégorie                           |
| ---------------- | -------------------- | ------------------- | ----------------------------------- |
| Paul Amesbury    | 2004                 | Poznań              | 4- poids léger (médaille de bronze) |
| Matthew Christie | 2013                 | Linz                | 1x poids léger                      |
| Dylan Harris     | 2013                 | Linz                | 2x poids léger                      |

## Régates
Le Club a participé aux premières régates organisées par l’Association canadienne des rameurs amateurs à partir de 1880. À la fin du XIXe siècle, le Club organisait deux régates par an, une au printemps réservée à des équipages en quatre et une à l'automne.
Actuellement, l'ORC organise trois régates pendant la saison d'aviron. La première est la régate des écoles secondaires de la capitale nationale, qui a lieu chaque année à la fin mai ou au début juin sur la rivière des Outaouais.
La deuxième course est la régate P.D. Ross Memorial. Elle a eu lieu pour la première fois le 23 septembre 1950 sur la rivière des Outaouais, entre l’Université d’Ottawa et l’Université McMaster. De 1957 à 1972, le trophée de la régate a été attribué au vainqueur de l’épreuve en huit (8+). Depuis 1998, la course annuelle se déroule entre des équipes mixtes d’équipes universitaires et d’anciens diplômés de l’Université d’Ottawa et de l’Université Carleton, sur le canal Rideau ou la rivière des Outaouais.
La troisième régatte est le Head of the Rideau (distance de 5 km) qui se déroule à la fin du mois de septembre sur la rivière Rideau. Lors de sa première édition en 1972, Head of the Rideau était présenté sur le canal Rideau.

## Programmes
Le club d’aviron d’Ottawa offre plusieurs types d’adhésion à ses membres, parmi ceux-ci :
- Compétitif
- Maître
- École Secondaire
- Universitaire
- Récréatif
- Ligue adulte
- Apprendre à ramer
- Camps jeunesse d’été